# 香川県道46号長尾丸亀線
香川県道46号長尾丸亀線（かがわけんどう46ごう ながおまるがめせん）は、香川県仲多度郡まんのう町から丸亀市に至る県道（主要地方道）である。

## 概要

### 路線データ
- 起点：仲多度郡まんのう町長尾（まんのう町長尾交差点、国道438号交点、香川県道197号財田まんのう線終点）
- 終点：丸亀市土器町西1丁目（国道11号交点、香川県道21号丸亀詫間豊浜線起点）

## 歴史
- 1993年（平成5年）5月11日 - 建設省から、県道長尾丸亀線が長尾丸亀線として主要地方道に指定される[1]。

## 路線状況

### 重複区間
- 香川県道282号高松琴平線（仲多度郡まんのう町羽間 地内）
- 香川県道199号炭所西善通寺線（仲多度郡まんのう町羽間 - 仲多度郡まんのう町東高篠）

### 道路施設

#### 橋梁
- 乙井大橋（土器川・仲多度郡まんのう町東高篠）

## 地理

### 通過する自治体
- 仲多度郡まんのう町
- 丸亀市

### 交差する道路
| 交差する道路                                                                  | 市町村名 | 市町村名   | 交差する場所  | 交差する場所                |
| ----------------------------------------------------------------------------- | -------- | ---------- | ------------- | --------------------------- |
| 国道438号 香川県道197号財田まんのう線                                         | 仲多度郡 | まんのう町 | 長尾          | まんのう町長尾交差点 / 起点 |
| 国道32号 国道377号 重複                                                       | 仲多度郡 | まんのう町 | 羽間          |                             |
| 香川県道282号高松琴平線 重複区間起点 香川県道199号炭所西善通寺線 重複区間起点 | 仲多度郡 | まんのう町 | 羽間          | 祓川橋東詰交差点            |
| 香川県道282号高松琴平線 重複区間終点                                          | 仲多度郡 | まんのう町 | 羽間          |                             |
| 香川県道199号炭所西善通寺線 重複区間終点                                      | 仲多度郡 | まんのう町 | 東高篠        |                             |
| 香川県道47号岡田善通寺線                                                      | 丸亀市   | 丸亀市     | 垂水町        |                             |
| 香川県道22号善通寺綾歌線                                                      | 丸亀市   | 丸亀市     | 川西町南      |                             |
| 香川県道18号善通寺府中線                                                      | 丸亀市   | 丸亀市     | 川西町北      | 丸亀市川西町交差点          |
| 国道11号 国道319号 重複 香川県道21号丸亀詫間豊浜線                            | 丸亀市   | 丸亀市     | 土器町西1丁目 | 終点                        |

### 交差する鉄道
- 高松琴平電気鉄道琴平線

### 沿線
- フジグラン丸亀
- E11高松自動車道 丸亀バスストップ